# 마이클 세마닉
마이클 세마닉(영어: Michael Semanick, 1963년  ~ )은 미국의 음향 엔지니어이다. 아카데미상을 두차례 수상했고 반지의 제왕, 킹콩과 같은 헐리우드 영화 110여편의 음향 엔지니어로 일해왔다.

## 대표 작품들
- 토이 스토리 4
- 토이 스토리 3
- 킹콩 (2005년 영화)
- 월-E
- 반지의 제왕 (영화 시리즈)
- 매스 이펙트 3
- 빌리지 (영화)
- 이상한 나라의 앨리스 (2010년 영화)
- 해리 포터와 아즈카반의 죄수 (영화)
- 스타워즈 에피소드 2: 클론의 습격
- 파이트 클럽 (영화)